# ورقة سبز تنة (شلال ودشتغل)
ورقة سبز تنة (بالفارسية: وارگه سبزتازه) هي منطقة سكنية تقع في إيران في قسم شلال ودشتغل الريفي. يقدر عدد سكانها بـ 181 نسمة بحسب إحصاء 2016.